# 格拉布费尔德地区巴特柯尼希斯霍芬
格拉布费尔德地区巴特柯尼希斯霍芬（德語：Bad Königshofen im Grabfeld，官方拼写为，發音：[baːt køːnɪçsˈhoːfn̩ ʔɪm ˈɡʁaːpˌfɛlt] ⓘ）是德国巴伐利亚州下弗兰肯行政区伦-格拉布费尔德县的城市，面积69.51平方千米，2023年12月31日人口为6,176人。